# Gimenells i el Pla de la Font
Gimenells i el Pla de la Font ist eine katalanische Gemeinde in der Provinz Lleida im Nordosten Spaniens. Sie liegt in der Comarca Segrià.

## Gemeindepartnerschaft
Gimenells i el Pla de la Font unterhält seit dem 23. Mai 1998 eine Partnerschaft mit der französischen Gemeinde Seilh.